# Karel Nováček (tennista)
|  | Aquest article tracta sobre el tennista. Si cerqueu el violoncel·lista, vegeu «Karel Nováček (violoncel·lista)». |

Karel Nováček (Prostějov, Txecoslovàquia, 30 de març de 1965) és un ex-tennista txecoslovac.
En el seu palmarès consten tretze títols individuals i sis de dobles, que li van permetre arribar al vuitè lloc del rànquing individual l'any 1991.
El 1997 va ser suspès durant tres mesos per positiu en un test de drogues en el Roland Garros 1995, i addicionalment va pagar-ne una multa, però sempre va negar haver pres cocaïna.

## Biografia
Es va casar amb Maya Nováček l'any 1990 i van tenir tres fills: Anika, Samuel, Yannick. El matrimoni es va establir inicialment a Boca Raton (Estats Units) durant vint anys però posteriorment van tornar a la República Txeca.

## Palmarès

### Individual: 20 (13−7)
| Llegenda (pre/post 2009)                                 |
| -------------------------------------------------------- |
| Grand Slams (0−0)                                        |
| Tennis Masters Cup / ATP Finals (0−0)                    |
| ATP Masters Series / ATP World Tour Masters 1000 (1−0)   |
| ATP International Series Gold / ATP World Tour 500 (0−0) |
| ATP International Series / ATP World Tour 250 (12−7)     |

| Títols per superfície |
| --------------------- |
| Dura (2−1)            |
| Gespa (0−0)           |
| Terra batuda (10−5)   |
| Moqueta (1−1)         |

| Resultat  | Núm. | Data                 | Torneig                     | Superfície   | Oponent            | Marcador                |
| --------- | ---- | -------------------- | --------------------------- | ------------ | ------------------ | ----------------------- |
| Guanyador | 1.   | 3 d'agost de 1986    | Washington DC, Estats Units | Terra batuda | Thierry Tulasne    | 6−1, 7−6(4)             |
| Finalista | 1.   | 27 d'octubre de 1986 | Viena, Àustria              | Dura (i)     | Brad Gilbert       | 6−3, 3−6, 5−7, 0−6      |
| Finalista | 2.   | 4 d'octubre de 1987  | Palerm, Itàlia              | Terra batuda | Martín Jaite       | 6−7(5), 7−6(7), 4−6     |
| Guanyador | 2.   | 30 de juliol de 1989 | Hilversum, Països Baixos    | Terra batuda | Emilio Sánchez     | 6−2, 6−4                |
| Guanyador | 3.   | 7 de maig de 1990    | Múnic, Alemanya             | Terra batuda | Thomas Muster      | 6−4, 6−2                |
| Finalista | 3.   | 5 d'agost de 1990    | Kitzbühel, Àustria          | Terra batuda | Horacio de la Peña | 4−6, 6−7(4), 6−2, 2−6   |
| Guanyador | 4.   | 14 de gener de 1991  | Auckland, Nova Zelanda      | Dura         | J-P. Fleurian      | 7−6(5), 7−6(4)          |
| Finalista | 4.   | 8 d'abril de 1991    | Estoril, Portugal           | Terra batuda | Sergi Bruguera     | 6−7(7), 1−6             |
| Guanyador | 5.   | 13 de maig de 1991   | Hamburg, Alemanya           | Terra batuda | Magnus Gustafsson  | 6−3, 6−3, 5−7, 0−6, 6−1 |
| Guanyador | 6.   | 4 d'agost de 1991    | Kitzbühel                   | Terra batuda | Magnus Gustafsson  | 7−6(2), 7−6(4), 6−2     |
| Guanyador | 7.   | 11 d'agost de 1991   | Praga, Txecoslovàquia       | Terra batuda | Magnus Gustafsson  | 7−6(5), 6−2             |
| Guanyador | 8.   | 26 de juliol de 1992 | Hilversum (2)               | Terra batuda | Jordi Arrese       | 6−2, 6−3, 2−6, 7−5      |
| Guanyador | 9.   | 2 d'agost de 1992    | San Marino, San Marino      | Terra batuda | Francisco Clavet   | 7−5, 6−2                |
| Guanyador | 10.  | 16 d'agost de 1992   | Praga (2)                   | Terra batuda | Franco Davín       | 6−1, 6−1                |
| Guanyador | 11.  | 7 de febrer de 1993  | Dubai, Emirats Àrabs Units  | Dura         | Fabrice Santoro    | 6−4, 7−5                |
| Finalista | 5.   | 28 de febrer de 1993 | Rotterdam, Països Baixos    | Moqueta      | Anders Järryd      | 3−6, 5−7                |
| Guanyador | 12.  | 8 de febrer de 1993  | Saragossa, Espanya          | Moqueta      | Jonas Svensson     | 3−6, 6−2, 6−1           |
| Finalista | 6.   | 5 d'abril de 1993    | Estoril (2)                 | Terra batuda | Andriy Medvedev    | 4−6, 2−6                |
| Finalista | 7.   | 5 de juliol de 1993  | Gstaad, Suïssa              | Terra batuda | Sergi Bruguera     | 3−6, 4−6                |
| Guanyador | 13.  | 1 d'agost de 1994    | Hilversum (3)               | Terra batuda | Richard Fromberg   | 7−5, 6−4, 7−6(7)        |

### Dobles masculins: 16 (6−10)
| Llegenda (pre/post 2009)                                 |
| -------------------------------------------------------- |
| Grand Slams (0−0)                                        |
| Tennis Masters Cup / ATP Finals (0−0)                    |
| ATP Masters Series / ATP World Tour Masters 1000 (0−1)   |
| ATP International Series Gold / ATP World Tour 500 (0−1) |
| ATP International Series / ATP World Tour 250 (3−3)      |

| Títols per superfície |
| --------------------- |
| Dura (0−1)            |
| Gespa (0−0)           |
| Terra batuda (1−4)    |
| Moqueta (2−0)         |

| Resultat  | Núm. | Data                 | Torneig                    | Superfície   | Parella             | Oponents                       | Marcador      |
| --------- | ---- | -------------------- | -------------------------- | ------------ | ------------------- | ------------------------------ | ------------- |
| Finalista | 1.   | 20 de juny de 1988   | Atenes, Grècia             | Terra batuda | Pablo Arraya        | Rikard Bergh Per Henricsson    | 4−6, 5−7      |
| Finalista | 2.   | 6 d'agost de 1989    | Båstad, Suècia             | Terra batuda | Josef Čihák         | Per Henricsson Nicklas Utgren  | 5−7, 2−6      |
| Guanyador | 1.   | 15 d'octubre de 1991 | Berlín, Alemanya           | Moqueta      | Petr Korda          | Jan Siemerink Daniel Vacek     | 3−6, 7−5, 7−5 |
| Finalista | 3.   | 12 d'abril de 1992   | Barcelona, Espanya         | Terra batuda | Ivan Lendl          | Andrés Gómez Javier Sánchez    | 4−6, 4−6      |
| Finalista | 4.   | 26 d'abril de 1992   | Montecarlo, Mònaco         | Terra batuda | Petr Korda          | Boris Becker Michael Stich     | 4−6, 4−6      |
| Guanyador | 2.   | 16 d'agost de 1992   | Praga, Txecoslovàquia      | Terra batuda | Branislav Stankovič | Jonas Björkman Jon Ireland     | 7−5, 6−1      |
| Finalista | 5.   | 4 d'octubre de 1992  | Basilea, Suïssa            | Dura (i)     | David Rikl          | Tom Nijssen Cyril Suk          | 3−6, 4−6      |
| Guanyador | 3.   | 8 de febrer de 1993  | Saragossa, Espanya         | Moqueta      | Martin Damm         | Mike Bauer David Rikl          | 2−6, 6−4, 7−5 |
| Finalista | 6.   | 26 d'abril de 1993   | Múnic, Alemanya            | Terra batuda | Carl-Uwe Steeb      | Martin Damm Henrik Holm        | 0−6, 6−3, 5−7 |
| Finalista | 7.   | 30 d'agost de 1993   | US Open, Estats Units      | Dura         | Martin Damm         | Ken Flach Rick Leach           | 7−6, 4−6, 2−6 |
| Finalista | 8.   | 7 de març de 1994    | Saragossa                  | Moqueta      | Martin Damm         | Henrik Holm Anders Järryd      | 5−7, 2−6      |
| Guanyador | 4.   | 1 d'agost de 1994    | Praga, Txèquia (2)         | Terra batuda | Mats Wilander       | Tomáš Krupa Pavel Vízner       | Renúncia      |
| Guanyador | 5.   | 10 d'octubre de 1994 | Ostrava, Txèquia           | Moqueta      | Martin Damm         | Gary Muller Piet Norval        | 6−4, 1−6, 6−3 |
| Guanyador | 6.   | 24 d'octubre de 1994 | Santiago, Xile             | Terra batuda | Mats Wilander       | Tomás Carbonell Francisco Roig | 4−6, 7−6, 7−6 |
| Finalista | 9.   | 13 de febrer de 1995 | Milà, Itàlia               | Moqueta      | Petr Korda          | Boris Becker Guy Forget        | 2−6, 4−6      |
| Finalista | 10.  | 12 de febrer de 1996 | Dubai, Emirats Àrabs Units | Dura         | Jiří Novák          | Byron Black Grant Connell      | 0−6, 1−6      |

### Equips: 1 (0−1)
| Resultat  | Núm. | Data               | Torneig                       | Superfície | Equip         | Oponents                     | Marcador |
| --------- | ---- | ------------------ | ----------------------------- | ---------- | ------------- | ---------------------------- | -------- |
| Finalista | 1.   | 3 de gener de 1992 | Copa Hopman, Perth, Austràlia | Dura (i)   | Helena Suková | Manuela Maleeva Jakob Hlasek | 1−2      |

## Trajectòria

### Individual
| Open d'Austràlia | A   | A   | NC    | A     | A     | A     | 3R    | 1R    | 2R    | A     | 3R    | 4R    | A   | 0 / 5     | 8 – 5     |
| Roland Garros | 3R  | 1R  | 1R    | QF    | 1R    | 3R    | 4R    | 1R    | 1R    | QF    | 1R    | 1R    | A   | 0 / 12    | 15 – 12   |
| Wimbledon | A   | A   | 1R    | 1R    | 2R    | 2R    | 3R    | 4R    | 1R    | 1R    | 1R    | 1R    | A   | 0 / 10    | 7 – 10    |
| US Open | A   | A   | 1R    | 1R    | A     | A     | 1R    | 3R    | A     | 3R    | SF    | 1R    | A   | 0 / 7     | 9 – 7     |
| Total Victòries−Derrotes | 6−6 | 4−4 | 16−14 | 19−23 | 13−13 | 16−15 | 31−30 | 57−31 | 42−26 | 43−25 | 38−32 | 13−24 | 1−3 | 299 – 246 | 299 – 246 |
| Rànquing a final d'any | 138 | 159 | 33    | 76    | 127   | 74    | 34    | 8     | 23    | 17    | 28    | 121   | 409 |           |           |
| Llegenda: G: Guanyador; F: Finalista; SF: Semifinalista; QF: Quarts de final; Q: Qualificació; A: Absent; RR: Round Robin; NC: No celebrat |     |     |       |       |       |       |       |       |       |       |       |       |     |           |           |

### Dobles masculins
| Open d'Austràlia | A   | A     | A     | 2R    | 2R    | 3R    | A     | SF    | 2R    | A   | 0 / 5     | 9 – 5     |
| Roland Garros | A   | 2R    | 1R    | QF    | A     | 1R    | 2R    | 2R    | 3R    | 2R  | 0 / 8     | 9 – 8     |
| Wimbledon | A   | 1R    | 1R    | 1R    | 1R    | 1R    | 1R    | 3R    | 1R    | A   | 0 / 8     | 2 – 8     |
| US Open | A   | 1R    | A     | 1R    | 3R    | A     | F     | QF    | 2R    | 3R  | 0 / 7     | 13 – 7    |
| Total Victòries−Derrotes | 1−4 | 15−12 | 12−14 | 16−26 | 19−23 | 21−22 | 20−17 | 35−25 | 20−22 | 9−8 | 168 – 179 | 168 – 179 |
| Rànquing a final d'any | 292 | 85    | 108   | 82    | 74    | 49    | 59    | 33    | 61    | 114 |           |           |
| Llegenda: G: Guanyador; F: Finalista; SF: Semifinalista; QF: Quarts de final; Q: Qualificació; A: Absent; RR: Round Robin; NC: No celebrat |     |       |       |       |       |       |       |       |       |     |           |           |